# تله‌کیه‌وو
تله‌کیه‌وو (انگلیسی: Telekeyevo) یک شهرک در شهرستان ایلیشفسکی استان باشقیرستان کشور روسیه است.